# Siedlec (gmina Mstów)
Siedlec – wieś w Polsce, położona w województwie śląskim, w powiecie częstochowskim, w gminie Mstów.
W dobie Sejmu Wielkiego Siedlec należał do powiatu lelowskiego.
W latach 1975–1998 miejscowość należała administracyjnie do województwa częstochowskiego.

## Historia
Pierwsza wzmianka o miejscowości pochodzi z 1220 roku, z dokumentu biskupa krakowskiego Iwo Odrowąża w którym miejscowość wymieniona jest w staropolskiej formie Szyedlcze. Kolejna wzmianka o miejscowości znajduje się w łacińskim dokumencie z 1250 roku wydanym przez papieża Innocentego IV w Lyonie gdzie wieś zanotowana została w zlatynizowanej, staropolskiej formie „Sedlce”.

## Przeprośna Górka
W zachodniej części Siedlca, tuż przy granicy z Częstochową znajduje się wzniesienie o nazwie Przeprośna Górka. Miejsce to jest tradycyjnym miejscem postoju dla pielgrzymów zmierzających na Jasną Górę. Widoczna ze wzgórza wieża klasztoru jest znakiem dla pielgrzymów, że zbliżają się do celu, więc pora na rachunek sumienia, pojednanie się z Bogiem, bliźnimi i samym sobą.
Na Przeprośnej Górce znajduje się Sanktuarium św. Ojca Pio. Budowa sanktuarium rozpoczęła się w 1994 roku. 24 września 2011 roku został konsekrowany przez arcybiskupa Stanisława Nowaka górny kościół Ośmiu Błogosławieństw pw. Świętych Archaniołów Michała, Gabriela i Rafała. Przy kościele znajduje się droga krzyżowa, której stacje wyrzeźbił Szymon Wypych w latach 2004–2008, oraz droga różańcowa. W latach 2007–2012 wybudowano dom pielgrzyma.

## Dwór
Dwór został wybudowany w 1841 roku, później przebudowany.